# Linia D sodu

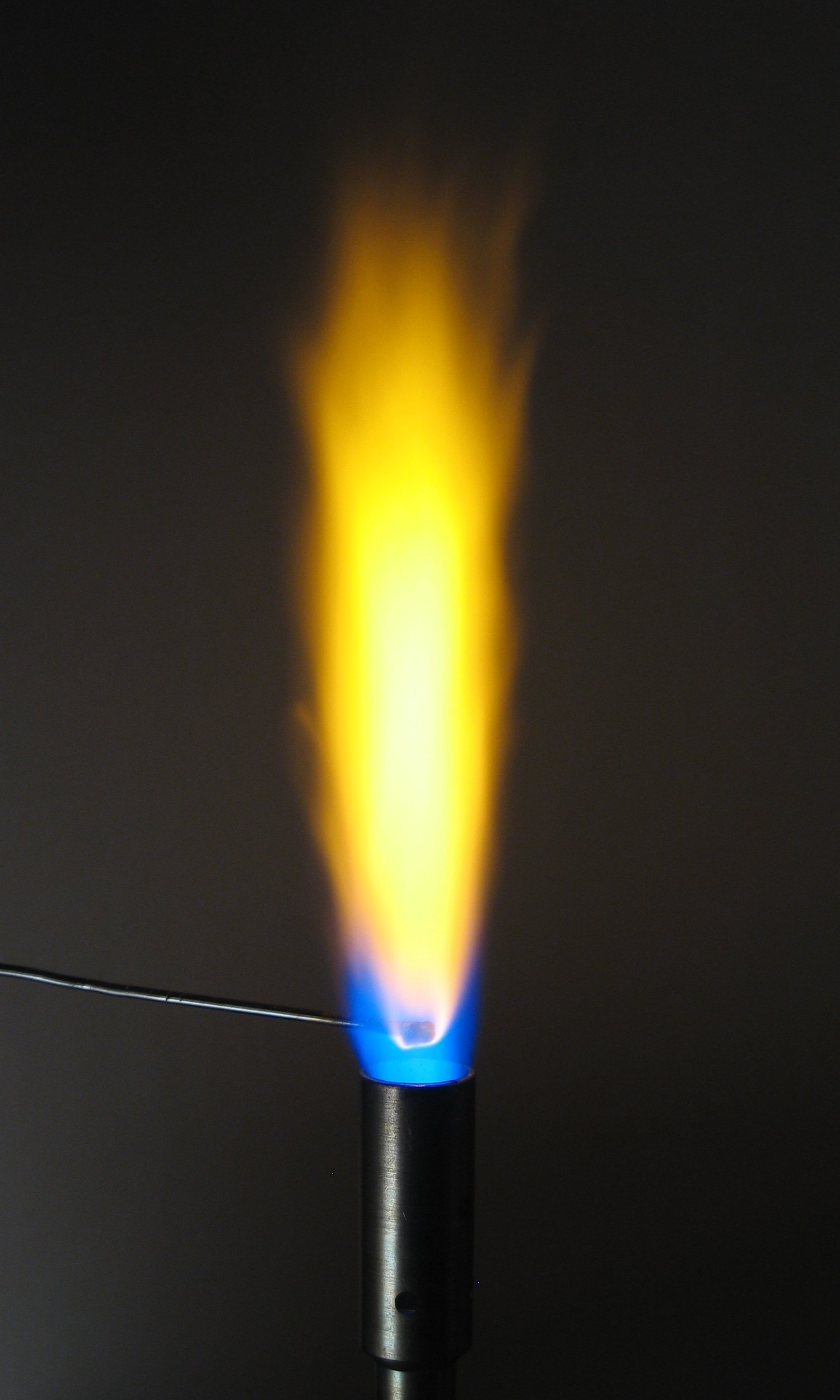
Płomień palnika zabarwiony sodem

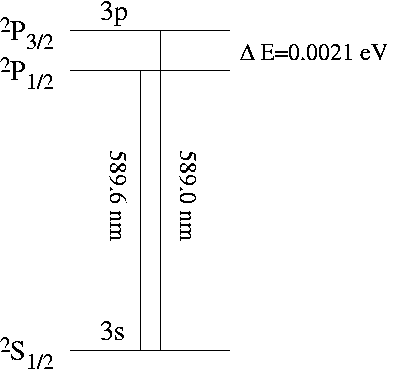
Schemat przejść elektronów tworzących linie D

Linia D sodu, zwana też dubletem sodowym, to światło, które można traktować w pierwszym przybliżeniu jako światło monochromatyczne, o długości fali 589 nm.
Sód i jego związki umieszczone w płomieniu bądź łuku elektrycznym emitują intensywnie żółte światło, które składa się w większości z linii D (por. lampa sodowa, widmo emisyjne liniowe). Ta barwa światła jest zbliżona do maksymalnej czułości oka ludzkiego.
Dokładniejsza analiza widmowa wykazuje, że linia D sodu składa się z dwóch linii (stąd nazwa dublet sodowy), leżących blisko siebie (o długościach fali 589,592 nm oraz 588,995 nm). Linie te pochodzą od przejść elektronowych między termami wzbudzonymi sodu 2P3/2 i 2P1/2 a termem podstawowym 2S1/2. Obecność dwóch linii zamiast jednej wynika z rozszczepienia termu 2P na dwa termy 2P1/2 i 2P3/2, co jest przykładem sprzężenia spinowo-orbitalnego.
Linia D sodu należy do tak zwanych linii Fraunhofera.
Historycznie linię D sodu wykorzystywano do licznych eksperymentów spektroskopowych. W 1896 roku Zeeman badając linie emisyjne D sodu odkrył ich rozszczepienie w polu magnetycznym zwane obecnie efektem Zeemana.
Niektóre parametry fizykochemiczne jak współczynnik załamania światła czy skręcalność właściwa określa się tylko wyjątkowo dla innych długości fali.